# 4045 Lowengrub
A 4045 Lowengrub (ideiglenes jelöléssel 1953 RG) egy kisbolygó a Naprendszerben. Az Indiana Egyetem fedezte fel 1953. szeptember 9-én.